# Birgit Antonsson
Birgit Anna Katarina Antonsson, född 23 april 1942 i Hudiksvall, är en svensk litteraturvetare och bibliotekarie, före detta riksbibliotekarie.
Hon studerade vid Uppsala universitet och blev 1972 filosofie doktor på en litteraturhistorisk avhandling om Per Freudenthals författarskap. Därefter genomgick hon Bibliotekshögskolan i Borås och utexaminerades 1974. Hon var 1974-1975 bibliotekarie vid Göteborgs stadsbibliotek, 1975-1981 vid Linköpings universitetsbibliotek, 1981-1985 förste bibliotekarie vid Uppsala universitetsbibliotek, 1985-1987 överbibliotekarie vid Handelshögskolan i Stockholm, 1987-1988 biblioteksråd vid Kungliga biblioteket samt 1988-1994 riksbibliotekarie och chef för Kungliga biblioteket. Sedan 1995 är hon generaldirektör vid utbildningsdepartementet.
Hon var 1989-1995 ordförande i HSFR och sedan 1990 medlem av Svenska Unescorådets styrelse. Hon har skrivit om Tove Jansson och Pliktleveranslagen.